# Intimissimi
Intimissimi è un'azienda italiana di biancheria intima fondata nel 1996 a Dossobuono di Villafranca di Verona (VR). Il marchio è di proprietà del gruppo Calzedonia.

## Storia
Il marchio Intimissimi nasce nel 1996, come linea dedicata alla biancheria intima del gruppo Calzedonia. La produzione del brand si è poi allargato alla maglieria ed alla pigiameria, pur mantenendo come principale prodotto del marchio la lingerie da uomo e da donna.
Nel 1998 Intimissimi conta 80 punti vendita sul territorio nazionale, che nei dieci anni successivi arrivano ad essere oltre mille, con una rete distributiva che copre l'intera Europa.

## Promozione
Nel 2007 ha debuttato in televisione la campagna pubblicitaria, intitolata Heartango, diretta dal regista Gabriele Muccino e con protagonista Monica Bellucci, affiancata dal modello portoghese José Fidalgo. Fra gli altri celebri volti che hanno prestato la propria immagine per l'azienda, si possono ricordare le modelle Ana Beatriz Barros, Vanessa Kelly, Andi Muise, Josie Maran, Bianca Balti, Irina Shayk (dal 2010 ambasciatrice dell'azienda), Alyssa Miller dal maggio 2011 per la Collezione Sposa e Tanya Mityushina nel 2012. Fra gli uomini, Jesus Luz e l'attore Luca Argentero.Nel 2013 le testimonial sono: Katsia Zingarevich, per la collezione primavera/estate  e Blanca Suárez per l'autunno/inverno. Nel 2017 Chiara Ferragni è designer per l'evento 'A Legend of Beauty', il nuovo show di Intimissimi on ice.

## Testimonial ufficiali
- Monica Bellucci - (2007-2008)
- Bianca Balti - (2008-2009)
- Alyssa Miller - (2011-2012)
- Blanca Suárez - (2014-2015)
- Chiara Ferragni - (2017-2018)
- Jennifer Lopez - (2023-presente)[10]